# フォルティス
フォルティス（Fortis Uhren AG ）は、スイスの時計メーカー。社名はラテン語で「強い」を意味する。ヴァルター・フォクト（Walter Vogt ）によりスイスのグレンヘン（Grenchen ）で1912年に創設された。装飾性を排した実用的なデザインに特徴がある。

## 概要

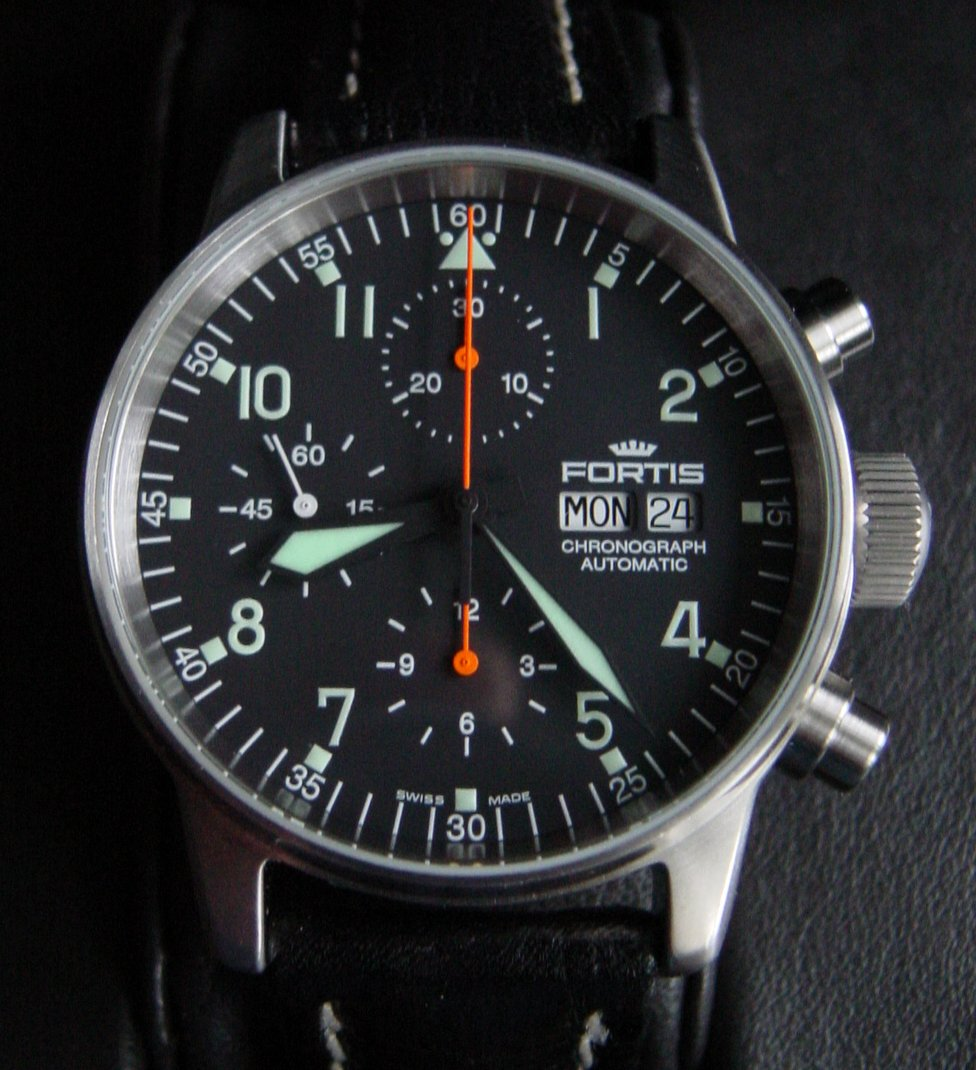
フォルティス フリーガー クロノグラフ
最も視認性が高いとされる航空機の機器盤のデザインが採用されている。

同社の製品はソ連空軍に公式時計として納入され、ロシア空軍に引き継がれる。後にイギリス空軍にも納入されている。
この実績を評価されてミール宇宙ステーション計画の宇宙飛行士標準装備器具に認定され、大気圏外で着用が許されているのはオメガ社のスピードマスター・プロフェッショナルと同社の時計のみである。

## 略歴
- 1912年 - ヴァルター・フォクトによりスイス・グレンヘンにて創業。
- 1926年 - ジョン・ハーウッド（John Harwood ）との共同開発により世界初の自動巻腕時計を完成させる。
- 1937年 - 創業25周年を記念して同社初のクロノグラフを生産開始。
- 1954年 - 機械式アラーム時計の生産開始。
- 1956年 - 初の防水機械式アラーム・クロノメーターが「スイス公式時間測定技術研究所」からの優れたクロノメーターに贈られる賞を受賞。
- 1968年 - 世界初のプラスチック時計を発表。
- 1987年 - 同社75周年記念の「フリーガークラシック」シリーズのニューデザインを発表。
- 1992年 - 「フォルティス スペースアート」がロシアのロケットに搭載され気象衛星と共に宇宙に飛び立つ。
- 1994年 - 「コスモ ノート クロノグラフ」が宇宙飛行士のオフィシャルウォッチに認定される。ミールにおいて同時計が宇宙ステーション外で使用された世界初の自動巻クロノグラフとなる。
- 1995年 - MiG-25で同社クロノグラフが世界最高高度記録30,500mを達成。
- 1997年 - 「コスモノート クロノグラフ」がドイツ・ロシア宇宙計画MIR97のオフィシャルウォッチに認定される。
- 1998年 - 世界初の機械式アラーム搭載クロノグラフを開発。
- 2001年 - 同社の宇宙飛行士用機械式クロノグラフ開発の貢献に対し、「スペースエージェンシー・ロサヴァアコスモス」より勲章を授与。
- 2002年 - ユーロコプター エキュレイユAS350で「B-42プロフェッショナル クロノグラフ」がヘリコプターでの世界最高高度記録12,954mを樹立。
- 2003年 - 「B-42コスモノート」シリーズを発表。